# Vaanwiel

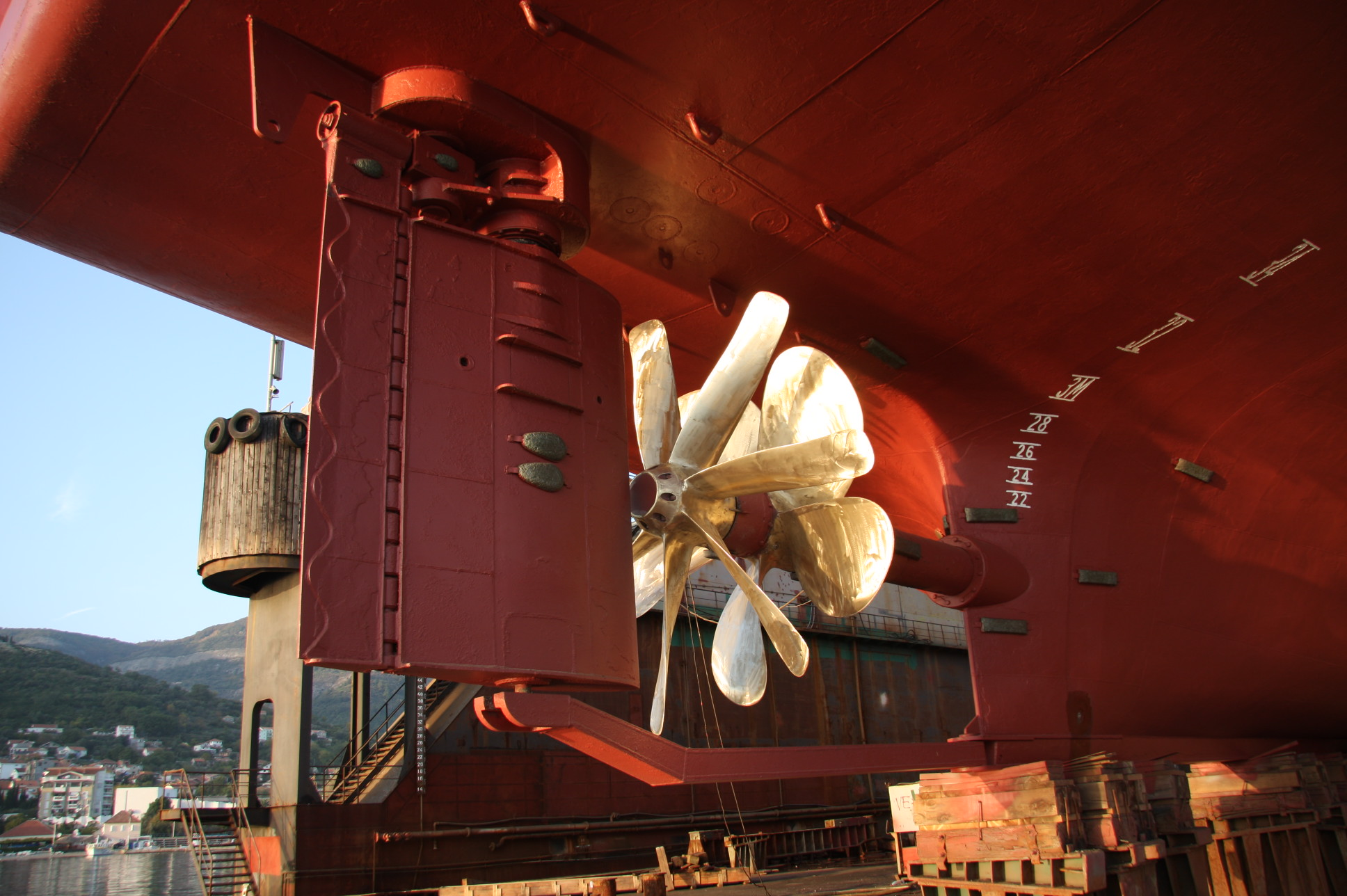
Grimwiel van de Fugro Gauss

Een vaanwiel — ook wel Grimwiel genoemd naar uitvinder Otto Grim — wordt op de schroefas gemonteerd achter een schroef om met behulp van de rotatie-energie van de schroef het rendement te verhogen. De bladen bestaan uit twee delen. Het binnenste deel werkt als turbine — aangedreven door het schroefwater — en het buitenste deel werkt als schroef. Op deze manier kan uit het schroefwater energie gebruikt worden.
Na een ombouw in 1986/1987 was de Queen Elizabeth 2 aanvankelijk met vaanwielen uitgerust die door Lips waren gemaakt, maar nadat er bladen afbraken, werden deze verwijderd. Hoewel er in het verleden ook andere schepen mee zijn uitgerust, worden er tegenwoordig geen schepen meer met Grimwielen uitgerust, vanwege gebrek aan robuustheid.